# Sandgerði
Sandgerði er en islandsk fiskeriby på veskysten af Reykjanes-halvøen, beliggende ved vej nr. 45. Byen huser et maritimtcenter, der tillige fungerer som forskningscenter og museum.
Mange af indbyggerne arbejder i de nærliggende byer Keflavík og Reykjavík.

## Historie
Efter ophævelsen af det danske handelsmonopol i det 19. århundrede, bosatte flere udenlandske købmænd sig og byen mange sig til en fiske og handelsby med mange udenlandske købmænd.
1918 fik byen og Reykjanes elektricitet og i de følgende år var udviklede fiskeindustrien sig og ca. 40 mindre fiskekuttere var hjemmehørende i byen.
Ca. 7 km syd for byen ligger den seværdige sten-kirke Hvalsneskirkja fra 1887.

## Venskabsbyer
- Vágur, Færøerne

- Hvalsneskirkja